# Essential Histories
Essential Histories est une série de l’éditeur britannique Osprey qui s’attache à décrire les origines, les implications politiques, les combats et les répercussions de conflits à la fois d’un point de vue militaire mais aussi civil. Près de 3 000 ans de conflits humains sont décrits, depuis les guerres puniques jusqu’à la récente invasion de l’Irak. 

## Description
La série fait appel à des cartes en couleurs, à des schémas ainsi qu’à des photographies complétant des dessins. 
Les volumes Essential Histories Specials regroupent en un seul volume les exemplaires de Essential Histories consacrés à un même sujet. Chaque volume étudie donc les origines, les implications politiques, les combats et les répercussions de grands conflits en se plaçant sur un plan militaire mais aussi civil.

## Journalistes
Parmi les journalistes ayant contribué à Essential Histories figurent Gregory Fremont-Barnes, Alastair Finlan, Daniel Marston, Geoffrey Jukes, Stephen Turnbull, Charles M. Robinson III (en), David Nicolle, Efraim Karsh, Peter Cottrell, Peter Simkins, Philip de Souza, Todd Fisher